# Jean Badré
Pour les articles homonymes, voir Badré.
Jean Badré (1913-2001) est un prélat français, nommé aumônier général des Armées en 1952, puis évêque de Bayeux et Lisieux en 1969.

## Biographie
Jean Badré naît le 17 octobre à Arbois. Il a quatre frères, dont le pilote Paul Badré et le moine bénédictin Charles Badré, tué en 1975 par les Khmers rouges avec Paul Tep Im Sotha.
Il étudie au lycée de Colmar, puis à l’école Massillon, quai des Célestins à Paris, avant d’entrer au séminaire Saint-Sulpice en 1934. Sous-lieutenant de l’Armée de l’air, il est ordonné prêtre par le cardinal Verdier le soir de Noël 1939, au Sacré-Cœur de Montmartre.
Pendant l’occupation, aumônier adjoint du lycée Janson-de-Sailly et vicaire à la paroisse Saint-Antoine de Padoue, il héberge des résistants qui lui sont envoyés par son frère Paul Badré. Il participe au réseau Samson de Robert Masson. Jean Badré est décoré de la croix de guerre et de la médaille de la Résistance.
Après la Libération, il est nommé aumônier de la région militaire de Paris, puis aumônier général de l’Armée de terre en 1946. Il voyage plusieurs fois en Indochine auprès des troupes françaises. Nommé aumônier général des Armées, il administre l’extrême-onction au maréchal Jean de Lattre de Tassigny en janvier 1952. Il célèbre la messe de requiem en la cathédrale Notre-Dame de Paris.
Pendant la guerre d’Algérie, en 1959, il remet au cardinal Feltin, archevêque de Paris, un « dossier vert » documentant la torture à partir des témoignages recueillis par des prêtres et des séminaristes,.

### Évêque
À l’été 1964, le pape Paul VI le nomme évêque titulaire d’Aquae Novae in Proconsulari (diocèse de Carthage) et évêque auxiliaire de Paris auprès du cardinal Feltin. Il contribue à la constitution Gaudium et Spes, promulguée le 8 décembre 1965, au dernier jour du concile Vatican II.
Monseigneur Badré est nommé vicaire aux Armées le 15 avril 1967. Il officie lors des obsèques du maréchal Juin (1967), du général Ailleret (1968) et du général Catroux (1969).
Le 11 décembre 1969, il est désigné évêque de Bayeux et Lisieux, en remplacement de Monseigneur Jacquemin, démissionnaire pour raison de santé. Sa nomination, décidée depuis Rome, est dénoncée par Témoignage chrétien comme une perpétuation du « système des rapports hiérarchisés ».
À l’automne 1973, l’assemblée plénière réunie à Lourdes l’élit président de la commission épiscopale de l’opinion publique,,,,.
Le 5 janvier 1978, il prononce un discours au mémorial d’Omaha Beach en présence des présidents Jimmy Carter et Valéry Giscard d'Estaing.
Le 2 juin 1980, il accueille le pape Jean-Paul II dans la cathédrale Saint-Pierre de Lisieux au cours de sa première visite pastorale en France. Sainte Thérèse de Lisieux sera proclamée 33e docteur de l'Église en 1997.
À l’hiver 1985, Monseigneur Badré interdit les pèlerinages à Dozulé, où le Christ et Saint-Michel seraient apparus à Madeleine Aumont à 49 reprises. Sa position est soutenue par le cardinal Ratzinger (futur Benoît XVI). Atteint par la limite d’âge en 1988, il reçoit comme évêque coadjuteur le père Pierre Pican.
Monseigneur Badré meurt le 17 septembre 2001 à Paris, rue Notre-Dame-des-Champs (6e). Ses obsèques ont lieu le 22 septembre en la cathédrale Notre-Dame de Bayeux, où son corps est inhumé.

## Décorations
- Chevalier de la Légion d’honneur
- Croix de guerre 1939-1945
- Médaille de la Résistance française